# Bothriogryllacris pinguipes
Bothriogryllacris pinguipes är en insektsart som beskrevs av Rentz, D.C.F. 1983. Bothriogryllacris pinguipes ingår i släktet Bothriogryllacris och familjen Gryllacrididae. Inga underarter finns listade i Catalogue of Life.